# Lophocosma
Lophocosma é um gênero de traça pertencente à família Arctiidae.